# Бухбиндер, Михаил Александрович
Михаил Александрович Бухбиндер (10 (23) мая 1911, Кутаиси — 26 марта 1970, Тбилиси) — советский оперный дирижёр. Народный артист РСФСР (1961).
Окончил Тбилисскую консерваторию (1932 год) как пианист, затем Ленинградскую консерваторию у Ильи Мусина как дирижёр (1937 год).
В 1937—1946 годах работал в Тбилисском театре оперы и балета. Член КПСС с 1944 года.
В 1946—1950 годах первый главный дирижёр новосозданного Бурятского театра оперы и балета, руководил постановками первых бурятских опер — «На Байкале» Льва Книппера (1948) и «Мэдэгмаша» Сергея Ряузова (1949 год).
В 1950—1968 ― главный дирижёр Новосибирского театра оперы и балета, с 1957 года также руководил оперным классом Новосибирской консерватории. Как вспоминает новосибирская журналистка Галина Мотовилова,

М. Бухбиндер стал для меня эталоном дирижёра. Не последнюю роль здесь сыграла его звучная фамилия. Я её просто слушала: Бух-бин-дер. Да и весь облик маэстро совпадал с моими фантазиями: солидный возраст, лёгкая походка, благородная осанка и даже небольшой рост, мне кажется, был специально предусмотрен, чтобы во время спектакля дирижёр не загораживал происходящее на сцене действие.

## Награды
- Орден Трудового Красного Знамени (1955)[3]
- Народный артист РСФСР (1961)
- Заслуженный деятель искусств РСФСР (1955)
- Заслуженный деятель искусств Бурятской АССР (1948)